# Makassar (ville)
Pour les articles homonymes, voir Makassar.
Makassar ou Macassar est une ville d'Indonésie et la capitale de la province de Sulawesi du Sud. Située dans le Sud de l'île de Célèbes, au bord du détroit  auquel elle a donné son nom, elle a le statut de kota (municipalité).
La ville est le siège de l'archidiocèse de Makassar.

## Histoire
Le régime de Soeharto avait renommé Makassar « Ujung Pandang ». Après la démission de celui-ci, la ville a repris son ancien nom.
Le 28 mars 2021, un attentat à la cathédrale du Sacré-Cœur-de-Jésus fait 14 blessés lors d'un service du dimanche des Rameaux.

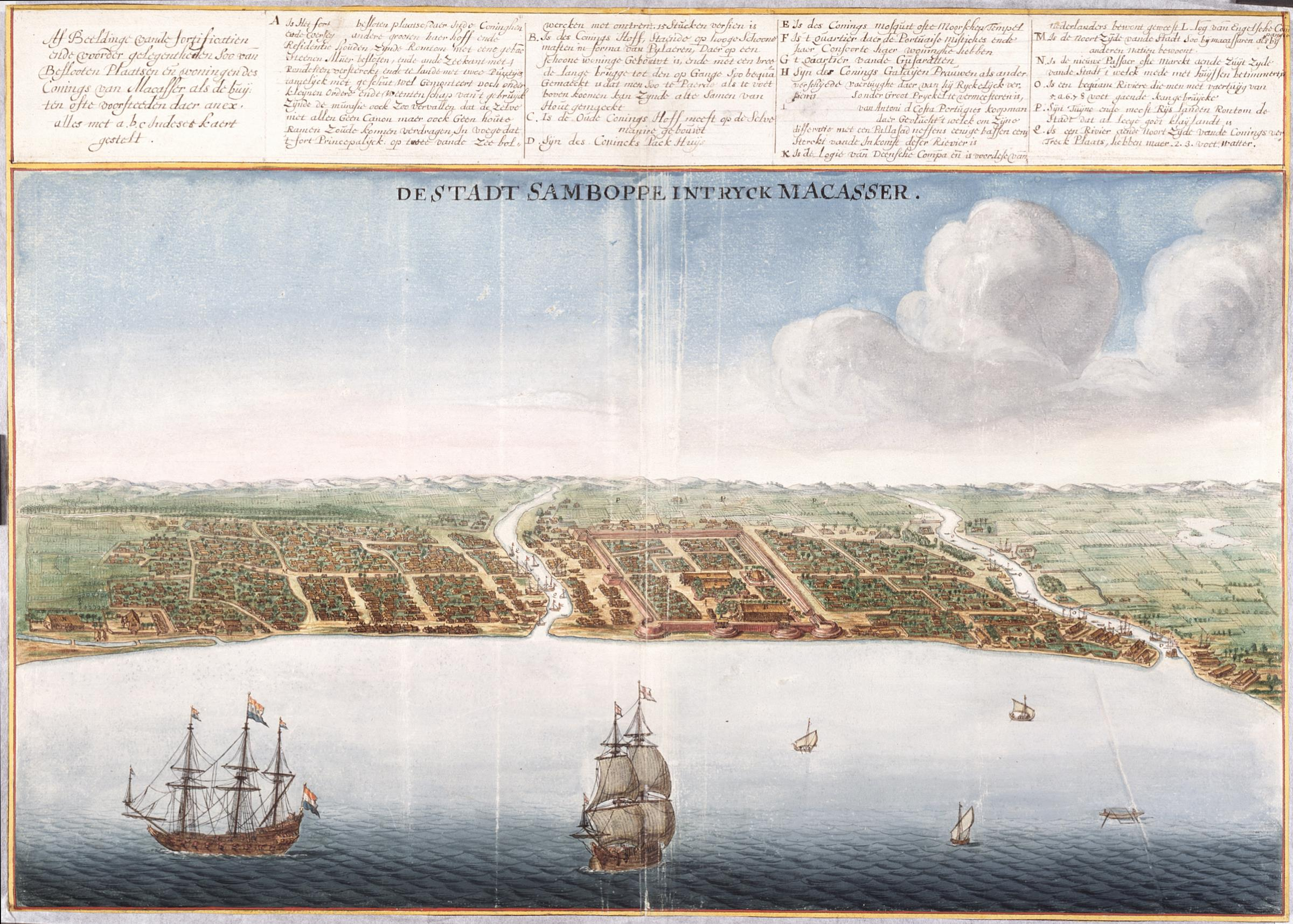
Gravure néerlandaise de 1665 montrant "de stad Samboppe", c'est-à-dire la forteresse de Somba Opu.
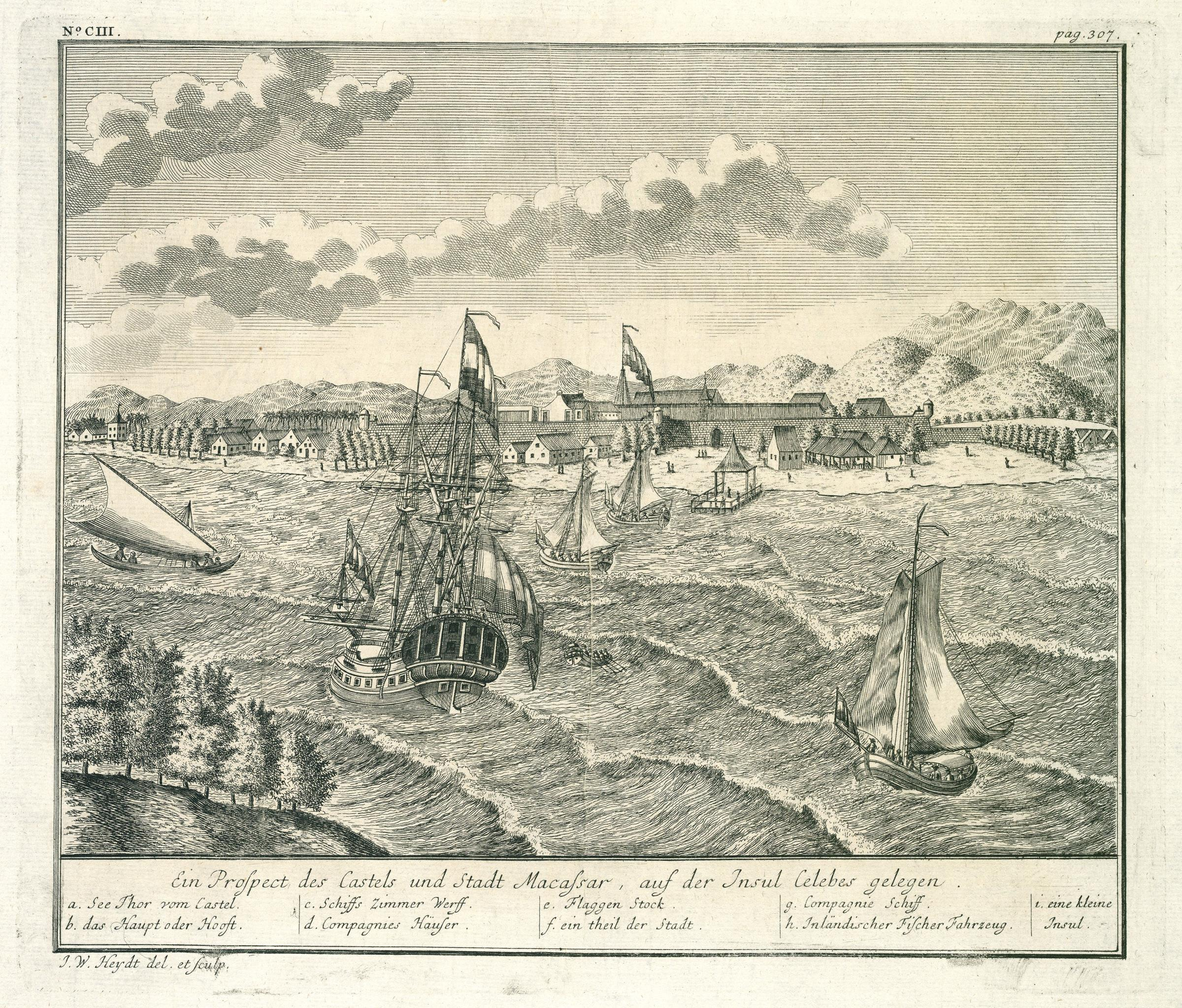
Gravure néerlandaise des alentours de 1740 montrant la ville de Makassar et le Fort Rotterdam.
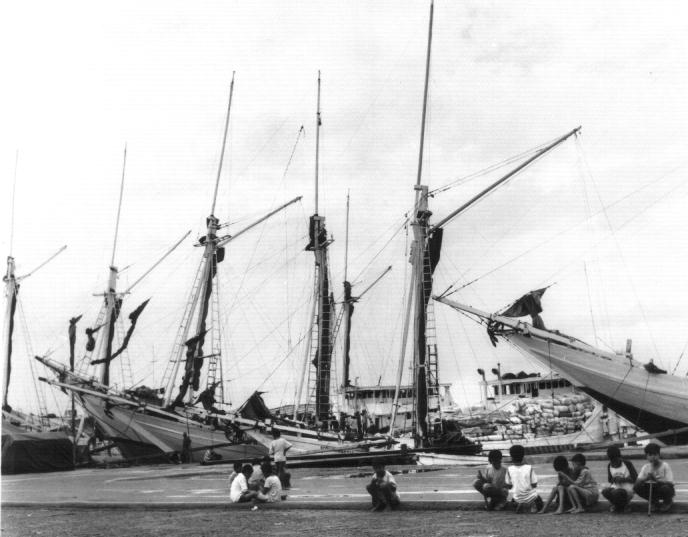
Goélettes traditionnelles pinisi dans le port de Taopere à Makassar (1994).
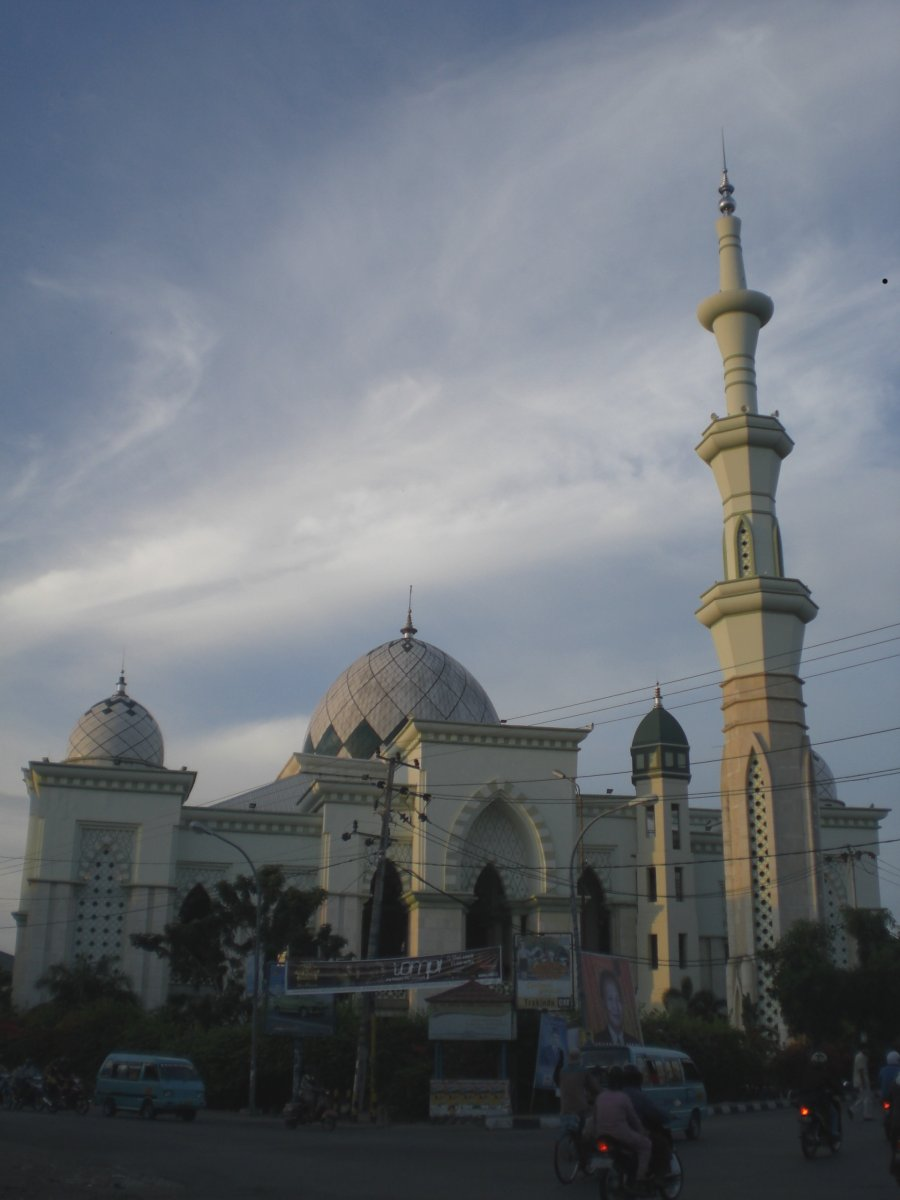
La grande mosquée de Makassar.
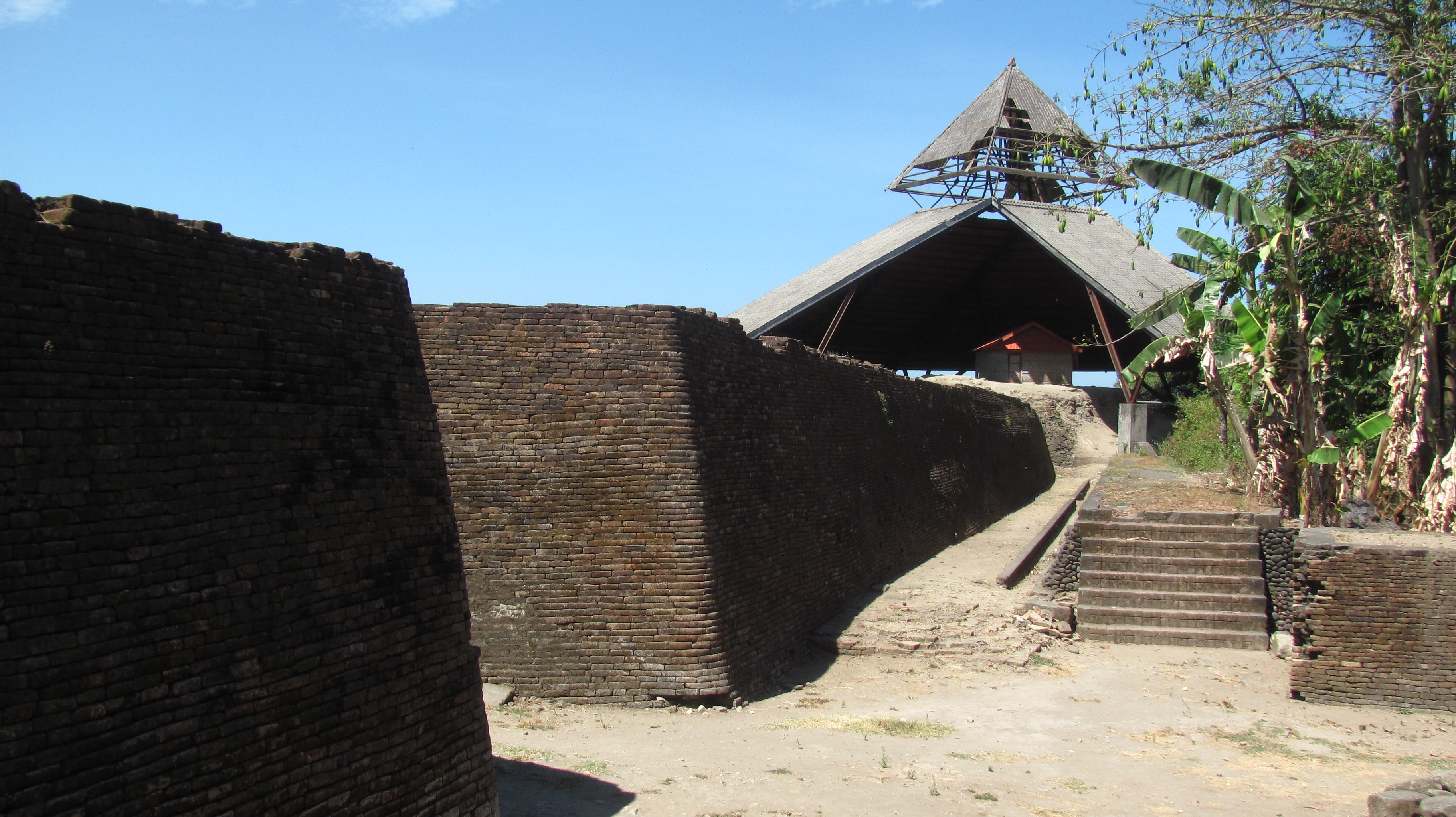
La forteresse de Somba Opu.
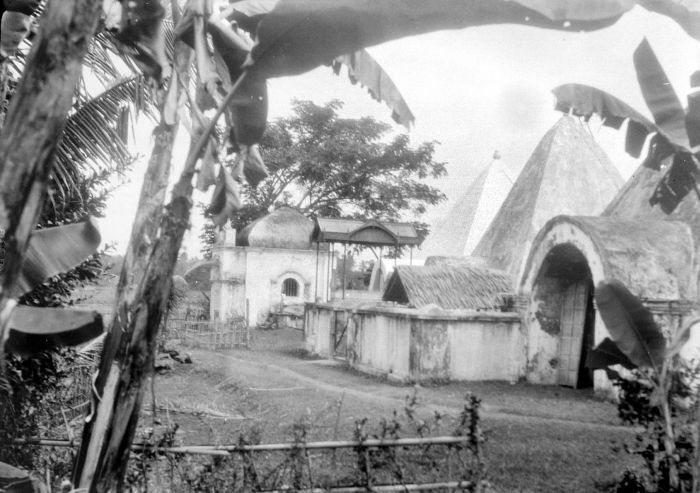
Le cimetière des rois de Gowa à Sungguminasa au sud de Makassar en 1929.
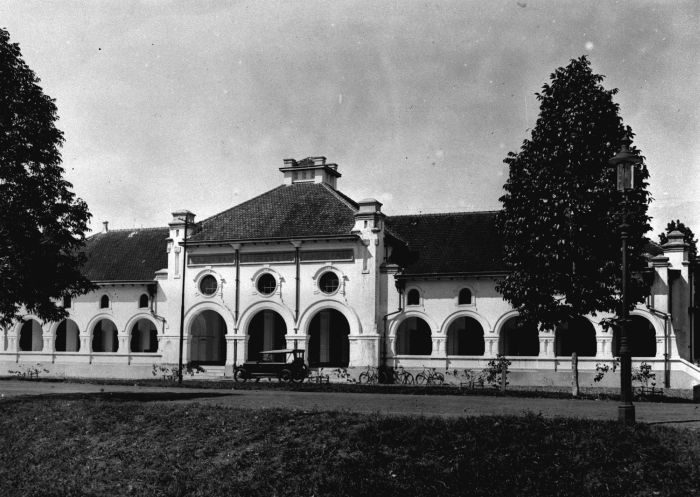
Le palais de justice de Makassar (1924).
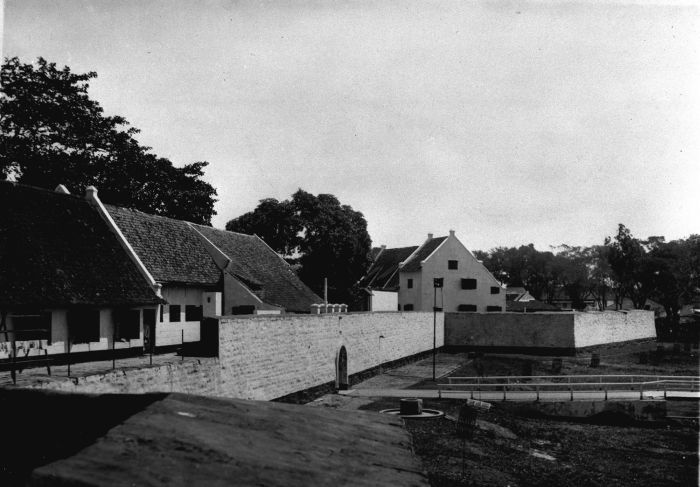
La porte Est du Fort Rotterdam (1924).

## Culture et tourisme
Makassar désigne également le peuple qui habite la région. Peuple de marins, les Makassar ont été une grande puissance maritime avec le royaume de Gowa. Ils naviguaient jusque sur les côtes nord de l'Australie (qu'ils appelaient « Marage »), notamment pour pêcher l'holothurie ou trepang.
La ville est le siège d'un archevêché pour l'archidiocèse de Makassar.
Elle accueille l'Université Hasanuddin.
Au sud de la ville, à Gowa, se trouve l'ancien palais des sultans, qui abrite désormais un musée.
Makassar est le point de départ pour visiter le pays toraja.
L'aéroport international Sultan Hasanuddin est relié à Kuala Lumpur en Malaisie et à Singapour.

## Sports
- Football : PSM Makassar

## Transports
Un chemin de fer transsulawesien, devant relier Makassar à Pare-Pare, est en chantier.

## Personnalités
- Mohammad Jusuf (1928-2004), militaire et homme politique indonésien, mort à Makassar.
- Kusuma Wardhani (1964-2023), archère indonésienne.
- Najwa Shihab (1977-), journaliste et animatrice indonésienne.